# Joachim Steinhöfel

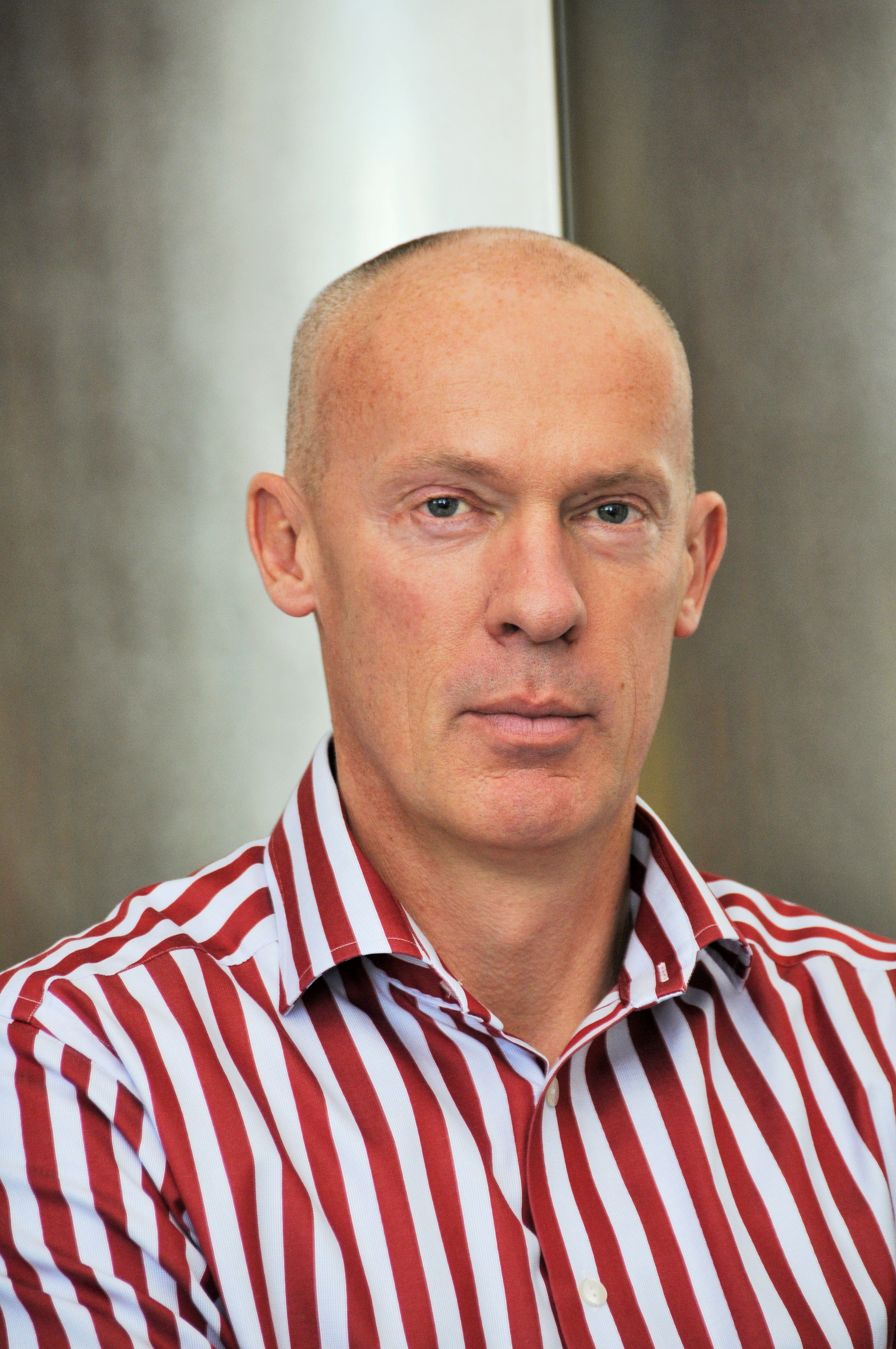
Joachim Steinhöfel (2008)

Joachim Nikolaus Steinhöfel (* 26. Juli 1962 in Hamburg) ist ein deutscher Rechtsanwalt, der durch prominente Verfahren sowie als Publizist, Werbefigur und Moderator bekannt wurde.

## Leben und Wirken
Der Sohn eines VW-Managers und der SPD-Politikerin Elke Steinhöfel wuchs in Bremen auf. Das Studium der Rechtswissenschaft absolvierte er an der Universität Hamburg. Anfang der 1990er Jahre war er Manager des Fußball-Oberligisten TuS Hoisdorf. Nach der Saison 1991/92 beendete er seine Tätigkeit in Hoisdorf.

### Anwaltliche Tätigkeit
Seit 1989 betreibt Steinhöfel eine eigene Kanzlei in Hamburg mit Ausrichtung auf Wettbewerbs- und Medienrecht. Mehr als zweihundert Verfahren hat er bis vor den Bundesgerichtshof geführt.
Im Jahr 1995 eröffnete er dem Unternehmen TopWare mittels der zu diesem Zeitpunkt noch ungebräuchlichen Torpedoklage die Möglichkeit, seine Telefonbuch-CD trotz absehbarem Verbot vier Wochen lang zu vertreiben. Steinhöfel diente als Testimonial auf den Covern der Topware-CDs. 1998 löste er Debatten über das Domainrecht aus, als er für den D-Info-Verlag, der zu Topware gehörte, eine Reihe von Domains mit dem Bestandteil D- zum Schutz der Ausschließlichkeit der Markenschreibweise verklagte und unter anderem gegen das Deutschlandradio ein Gerichtsurteil erwirkte, damit es die Adresse d-radio.de aufgibt. Ein Urteil, das durch eine Klage Steinhöfels im Bereich der Linkhaftung erstritten wurde, löste ebenfalls Diskussionen aus. Der Tenor des damaligen Urteils wurde in einer späteren Entscheidung des Bundesgerichtshofs bekräftigt.

#### Mandanten
Zu seinen Mandanten zählen oder zählten unter anderem:
- Hamed Abdel-Samad[10]

- Roman Arkadjewitsch Abramowitsch[11][12]

- Jörg Baberowski

- Henryk M. Broder

- Birgit Kelle

- Richard Dawkins[13]

- Max „Adlersson“ Herzberg, YouTuber[14]

- Julian Reichelt[15]

- der Youtuber Niklas Lotz (neverforgetniki)[16]

- Ahmad Mansour[17]

- Matthias Matussek

- Max Otte[18][19][20][21]

- Akif Pirinçci

- Boris Reitschuster[22]

- Amed Sherwan[23]

- Tichys Einblick[24]

- Ali Utlu[25]

- Alischer Burchanowitsch Usmanow[26][27][28][29]

- Alice Weidel[30]

- der Europa-Korrespondent der Jerusalem Post Benjamin Weinthal.[31]

#### Alternative für Deutschland
Im Sommer 2020 vertrat Steinhöfel den Bundesvorstand der Alternative für Deutschland (AfD) vor dem Berliner Landgericht gegen Andreas Kalbitz, der gegen die Annullierung seiner Parteimitgliedschaft geklagt hatte.
Ein von Kalbitz gestellter Eilantrag scheiterte vor dem Landgericht Berlin, und auch in der Berufungsinstanz war Steinhöfel erfolgreich. Im Januar 2021 wies das Kammergericht Berlin die Berufung von Kalbitz gegen das Urteil des Landgerichts zurück. Das Kammergericht hielt den Parteiausschluss für „weder evident unrechtlich noch missbräuchlich“. Die Ausführung des Parteigremiums zur Beendigung der Parteimitgliedschaft sei „in jeder Hinsicht nachvollziehbar“. Nach der Wahl des neuen Parteivorstands 2022 legte Steinhöfel sein Mandat für die AfD nieder. Laut Tilman Steffen in „Die Zeit“ bezweifelt Steinhöfel, dass Kalbitz als angeblicher „Extremist weiter unerwünscht ist.“

#### Media Markt
Als Anwalt war er von 1991 bis 2007 für die von der Media-Saturn-Holding betriebenen Elektrofachmärkte Media Markt und Saturn tätig (zum Ende siehe Kontroversen). Zudem trat er ab 1998 in fünf Werbekampagnen des Unternehmens auf, da man jemanden gesucht habe, der „kämpferisch, originell, glaubwürdig“ sei und „seltene Authentizität“ ausstrahle. Mit der Kampagne „Gut, daß wir verglichen haben“ gewann Steinhöfel 1999 den Werbepreis EFFIE in Silber. Die Frankfurter Allgemeine Zeitung urteilte 2006 über die „rüpelnde Werbefigur“, Steinhöfel gebe mit Vorliebe „den Großkotz“ und inszeniere sich in Illustrierten als „Pitbull in Robe“ – „wo ich hinlange, wächst kein Gras mehr“.

#### Facebook und soziale Medien
Seit 2016 betreibt Steinhöfel eine Website, auf der Löschungen des sozialen Netzwerks Facebook dokumentiert werden, was auch international Beachtung fand.
2017 vertrat Steinhöfel den Fotografen und Blogger Markus Hibbeler in einem Rechtsstreit mit Facebook, das einen islamkritischen Beitrag Hibbelers gelöscht und den Autor sieben Tage lang gesperrt hatte. Nach einer Abmahnung Steinhöfels stellte Facebook den Text wieder her und entschuldigte sich. Von diesem Rechtsstreit hatte Steinhöfel sich eine rechtspolitische Wirkung auf das zu dieser Zeit debattierte Netzwerkdurchsetzungsgesetz erhofft, um „eine Handhabe gegen Sperrungen oder Löschungen bei legitimen Äußerungen“ zu schaffen. Deren Fehlen im Gesetzentwurf bezeichnete Steinhöfel als schweren Mangel.
Im November 2017 erreichte Steinhöfel, dass das gesperrte Twitter-Benutzerkonto des islamkritischen Politikwissenschaftlers Hamed Abdel-Samad umgehend wieder entsperrt wurde.
Steinhöfel erstritt im Frühjahr 2018 das erste Gerichtsurteil in Deutschland, das die Löschung eines Nutzerbeitrags auf Facebook untersagte. Mit seinen Anträgen hofft er auch, dass die Rechtsprechung ein Korrektiv zum Netzwerkdurchsetzungsgesetz wird, das anstelle konkreter Delikte aus dem Strafgesetzbuch wie Üble Nachrede unscharfe Begriffe wie „Hass“ verwendet. Steinhöfel gilt als eine der „Hauptfiguren in der Debatte über Meinungsfreiheit im Netz“. Bis Mitte 2019 hatte Steinhöfel 30 Mandanten in Verfahren gegen Facebook vertreten.
Im Februar 2019 erreichte Steinhöfel, dass der Staatsminister im Außenministerium Niels Annen die Blockade eines Reporters der Jerusalem Post auf Twitter aufhob. Der Reporter hatte zuvor kritisch über Annen berichtet und war daraufhin vom offiziellen Account Annens blockiert worden.
Im Juli 2019 ließ Steinhöfel Entgeltforderungen von Facebook aus geschalteter Werbung gegen die Koalitionsparteien CDU und SPD pfänden und sich überweisen, weil Facebook die Gerichtskosten in zwei Fällen trotz verlorener Verfahren nicht erstattet hatte. Laut FAZ hat Steinhöfel damit „nicht nur Facebook vorgeführt, sondern auch gleich die Regierungsparteien am Nasenring gepackt“.
Ende Mai 2020 vertrat Joachim Steinhöfel das Magazin „Tichys Einblick“ vor dem Oberlandesgericht Karlsruhe in einem Prozess gegen die Recherchegruppe „Correctiv“. Das Gericht stellte, wie die FAZ berichtete, in seinem Urteil vom 27. Mai 2020 per Eilentscheidung fest, dass „Correctiv“ im Auftrag von Facebook einen Beitrag von „Tichys Einblick“ „aus wettbewerbsrechtlichen Gründen nicht mit dem Stempel 'teils falsch' versehen durfte.“
„Tichys Einblick“ hatte über einen offenen Brief zum Klimawandel berichtet und den Artikel auf Facebook geteilt. „Correctiv“ unterzog diese Veröffentlichung einer Prüfung und versah den Bericht mit der Bemerkung „Behauptungen teils falsch“. Das Landgericht Mannheim hatte dies zunächst als zulässig erachtet. Das OLG revidierte dieses Urteil jedoch, u. a. weil der Prüfeintrag für den durchschnittlichen Facebook-Nutzer „missverständlich“ sei. Mit dem Urteil, so Steinhöfel, habe „das Gericht klare Grenzen“ gesetzt und „die Meinungsfreiheit auch in den sozialen Netzwerken“ gestärkt: „Die Frage, was wahr, falsch, richtig oder unrichtig ist, sollte nach diesem Urteil auch auf Facebook dem politischen Diskurs überlassen bleiben.“ Steinhöfel, der ein wettbewerbsrechtliches Vorgehen gegen die Faktenchecks bereits 2019 im Rechtsausschuss des Deutschen Bundestages angekündigt hatte, bezeichnete die Praxis von Correctiv als einen als „Faktencheck getarnten Eingriff in die Meinungs- und Informationsfreiheit“. Das OLG Karlsruhe veröffentlichte zum Urteil eine Pressemitteilung: Dort verweist das Gericht darauf, dass das Urteil nicht über die grundsätzliche Zulässigkeit entschieden habe und die Missverständlichkeit insbesondere darin lag, dass der Nutzer den Eindruck erhalten könne, dass der Beitrag begutachtet worden sei und nicht der darin behandelte offene Brief.

### Sachverständiger in Ausschüssen des Deutschen Bundestags
Steinhöfel wurde am 16. Mai 2019 als Sachverständiger vor dem Ausschuss für Recht und Verbraucherschutz angehört. Dabei bezeichnete Steinhöfel es als „Akt demokratischer, parlamentarischer und gesetzgeberischer Hygiene, das NetzDG aufzuheben“.
Am 23. Oktober 2019 wurde Steinhöfel als Sachverständiger im Ausschuss für Recht und Verbraucherschutz zum Gesetzentwurf der Bundesregierung zur Stärkung des fairen Wettbewerbs über Änderungen des UWG (Gesetz gegen den unlauteren Wettbewerb) gehört. Dabei sprach er sich insbesondere gegen eine Abschaffung des sogenannten fliegenden Gerichtsstands aus. Die geplante Abschaffung bedeute „eine massive Schwächung des bewährten Systems des Lauterkeitsrechts und des deutschen Rechtssystems im internationalen Wettbewerb.“ Ferner stelle „die Bundesregierung … die unabhängige Richterschaft unter den Generalverdacht, Helfershelfer von Rechtsmissbrauch zu sein.“ Darüber hinaus sei der Gesetzentwurf „eine gesetzgeberische Überreaktion…, die das zu lösende Problem nicht genau erfasst, eine Vielzahl von teilweise überaus bürokratisch anmutenden und auslegungsunsicheren Begriffen einführt und dem Regelungsziel nicht dient.“
Am 17. Juni 2020 wurde Steinhöfel als Sachverständiger im Ausschuss für Menschenrechte und humanitäre Hilfe zum Thema „Menschenrechte und politische Teilhabe im digitalen Zeitalter“ angehört. Dabei wies er, dem Bericht des Ausschusses zufolge, „auf die große Bedeutung der Meinungsfreiheit ‚als die freiheitliche Grundordnung konstituierendes‘ Grundrecht hin und kritisierte jede Einschränkung etwa durch das Netzwerkdurchsetzungsgesetz als verfassungswidrigen Eingriff“.

### Publizist und Moderator
Während seines Studiums war Steinhöfel ständiger freier Mitarbeiter bei Radio Schleswig-Holstein.  Gleichzeitig schrieb er für die Musikzeitschriften Sounds und Musikexpress. Neben seiner Anwaltstätigkeit moderierte er auch Fernsehsendungen. Dazu gehörten Kreuzfeuer (Sommer/Herbst 1993) und Achtzehn 30 (Mitte 1994, 85 Sendungen) bei RTL sowie das Boulevard-Magazin Die Redaktion bei RTL II (Dezember 1994 bis September 1995). Während Achtzehn 30 wegen schwacher Einschaltquoten abgesetzt wurde, gab Steinhöfel die Tätigkeit für Die Redaktion wegen Arbeitsüberlastung auf. Der Publizist Hans Norbert Janowski bezeichnete Steinhöfel, Dieter Thomas Heck und Karl Dall als einige der ersten Vertreter eines moderierenden „Antitypen“ in Deutschland, bei welchem sich der „Trend zum Provokateur und Publikumsbeschimpfer, zum unsympathischen Scheusal und Fiesling“ zeige.
Seit Oktober 2007 führt Steinhöfel ein eigenes Weblog mit dem Motto „Liberal – Konservativ – Unabhängig“. Ab Dezember 2007 präsentierte er eine eigene Video-Kolumne bei Bild.de und ist 2008 regelmäßiger Autor beim politischen Blog Die Achse des Guten, Gastautor beim Stern, bei The European und seit 2015 beim Online-Magazin Tichys Einblick.
Von 2022 bis 2023 hat Steinhöfel für die BILD-Zeitung die Kolumne "Recht klar" geschrieben.
Im Mai 2024 veröffentlichte Steinhöfel das Buch Die digitale Bevormundung, in dem er sich mit der Macht der „Big Tech“ genannten IT-Firmen Facebook, Google und X (Twitter) auseinandersetzt, die den Nutzern ihre firmeneigenen Richtlinien und Kommunikationsstandards vorschrieben. Das Buch erreichte Platz eins in den Bestsellerlisten von Bild und Spiegel in der Rubrik „Sachbuch“.

### Film
Im Jahr 2001 wirkte Steinhöfel in der Komödie Mondscheintarif von Ralf Huettner mit. In der Tragikomödie Kill Me Today, Tomorrow I’m Sick! ist Steinhöfel in der Rolle des Dr. Chris Zoet zu sehen.

## Kontroversen
Ende 2006 wurde die Vielzahl von Abmahnungen kritisiert, mit denen Märkte der Media-Saturn-Holding deutschlandweit mit „Raffinesse“ gegen konkurrierende Onlinehändler vorgingen. In diesem Zusammenhang wurde auch Steinhöfels „Jagd auf Mittelständler“ in den 1990er-Jahren kritisiert. Dabei waren konkurrierende Unternehmen wegen rechtswidrig großer Rabatte mithilfe von Steinhöfel juristisch verfolgt worden. Als neuer Geschäftsführer der Media-Saturn-Holding setzte Roland Weise ab 2007 auf eine andere, weniger aggressive Strategie gegenüber der Konkurrenz, weshalb Steinhöfel und die Media-Saturn-Holding ihre Zusammenarbeit einvernehmlich beendeten.
Steinhöfels Äußerungen zur Flüchtlingskrise in Deutschland ab 2015 wurden kritisch aufgegriffen. So nahmen Redakteure des Westfalen-Blatts Steinhöfels Vorwürfe der Vertuschung einer angeblichen Vergewaltigung (mit abschließend unklarer Sachlage) im Oktober 2015 zum Anlass, einen regelmäßigen „Gerüchte-Check“ zu dem Thema durchzuführen. Das Bildblog griff im Juli 2016 einen Text Steinhöfels zur Flüchtlingskrise auf, den es als beispielhaft für „unsaubere Berichterstattung über Geflüchtete“ betrachtete, mit denen Leute wie Steinhöfel „populistische Thesen in die Welt jagen wollen und die sich nicht sonderlich dafür interessieren, ob eine Meldung stimmt oder nicht, solange sie eine Quelle haben, die zur eigenen Position passt.“ Als Nachtrag wurde eine Stellungnahme Steinhöfels veröffentlicht. Im Spiegel wurde Steinhöfel im Jahr 2017 als „einer der wortgewaltigsten Kritiker von Merkels Flüchtlingspolitik in den sozialen Netzwerken“ bezeichnet.
Jost Müller-Neuhof schrieb im Mai 2017 im Tagesspiegel, Steinhöfel nehme „bereitwillig“ die „Rolle des rechten Paria im linken Mainstream“ ein. Im September 2017 führte Steinhöfel ein kurzes Videointerview mit Christian Lindner (FDP), das sich in erster Linie mit dem weiteren Vorgehen gegen das Netzwerkdurchsetzungsgesetz befasste. Lindner geriet dadurch in die Kritik. Auf Spiegel Online schrieb Annett Meiritz im September 2017, Steinhöfel bewege sich – unter anderem mit einer Festrede für die Junge Freiheit – „im Dunstkreis“ des rechten Spektrums. Laut Huffington Post vom September 2017 pflegt Steinhöfel „Beziehungen zur neurechten Szene in Deutschland“. Steinhöfel reagierte auf diesen Text der inzwischen eingestellten Huffington Post mit einem eigenen Artikel.
Im August 2022 sagte das Land Baden-Württemberg eine politische Diskussionsrunde, bei der Steinhöfel als Teilnehmer gebucht war, ab mit der Begründung, er weise eine „starke Nähe zur AfD“ auf, und die Veranstaltung sei somit geeignet, das „Ansehen der Landesvertretung“ zu beschädigen. Nachdem Steinhöfel und der mitbetroffene Henryk M. Broder dagegen gerichtlich klagten, gab das Land zwei Unterlassungserklärungen ab und spendete 5000 € an den Verein Keren Hayesod.

## Veröffentlichungen
- Joachim Steinhöfel: Die digitale Bevormundung – wie Facebook, X (Twitter) und Google uns vorschreiben wollen, was wir denken, schreiben und sagen dürfen, FinanzBuch Verlag, 2024, ISBN 978-3-959-725-705